# Halil Kut
Halil Kut (1881-20 de agosto de 1957) fue un gobernador regional y comandante militar turco de origen otomano. Halil Pasha era tío de Enver Bajá, que fue ministro de Guerra durante la Primera Guerra Mundial. Es famoso por su victoria sobre las fuerzas británicas en el Asedio de Kut.
Uno de los principales organizadores del genocidio armenio y del genocidio asirio, supervisó la masacre de hombres, mujeres y niños armenios en Bitlis, Muş y Doğubeyazıt. Muchas de las víctimas fueron enterradas vivas en zanjas especialmente preparadas. También cruzó a la vecina Persia y masacró a armenios, asirios y persas.
Kut afirmó en sus memorias que mató personalmente a "más o menos" 300.000 armenios. Durante una reunión en Ereván en el verano de 1918, delante de muchos armenios Kut declaró: "Me he esforzado por eliminar a la nación armenia hasta el último individuo".

## Los inicios de la carrera profesional
Se graduó en la Academia de Guerra (Escuela de Estado Mayor) de Constantinopla en 1905 como Capitán distinguido. (Mümtaz Yüzbaşı).
Durante los tres años siguientes a su graduación sirvió en el Tercer Ejército en Macedonia. Cuando se restableció la Segunda Época Constitucional en 1908, el gobierno lo envió a Irán para organizar la disidencia contra el Sha que Persia había instalado durante la Revolución constitucional iraní. Tras el contragolpe del 13 de abril de 1909, fue llamado de nuevo y se convirtió en comandante de la Guardia Imperial.
Inicialmente estuvo en Salónica para comandar las unidades móviles de la gendarmería en la región y participó en la lucha contra los insurgentes y los bandidos antes de las Guerras de los Balcanes.  También dirigió una unidad durante las Guerras Balcánicas. Formó parte del grupo de jóvenes oficiales enviados a Libia (Trablusgarp) en 1911 para organizar la defensa contra la invasión italiana durante la Guerra ítalo-turca. Antes de la Primera Guerra Mundial, fue comandante del regimiento de gendarmería de Van.

## Primera Guerra Mundial

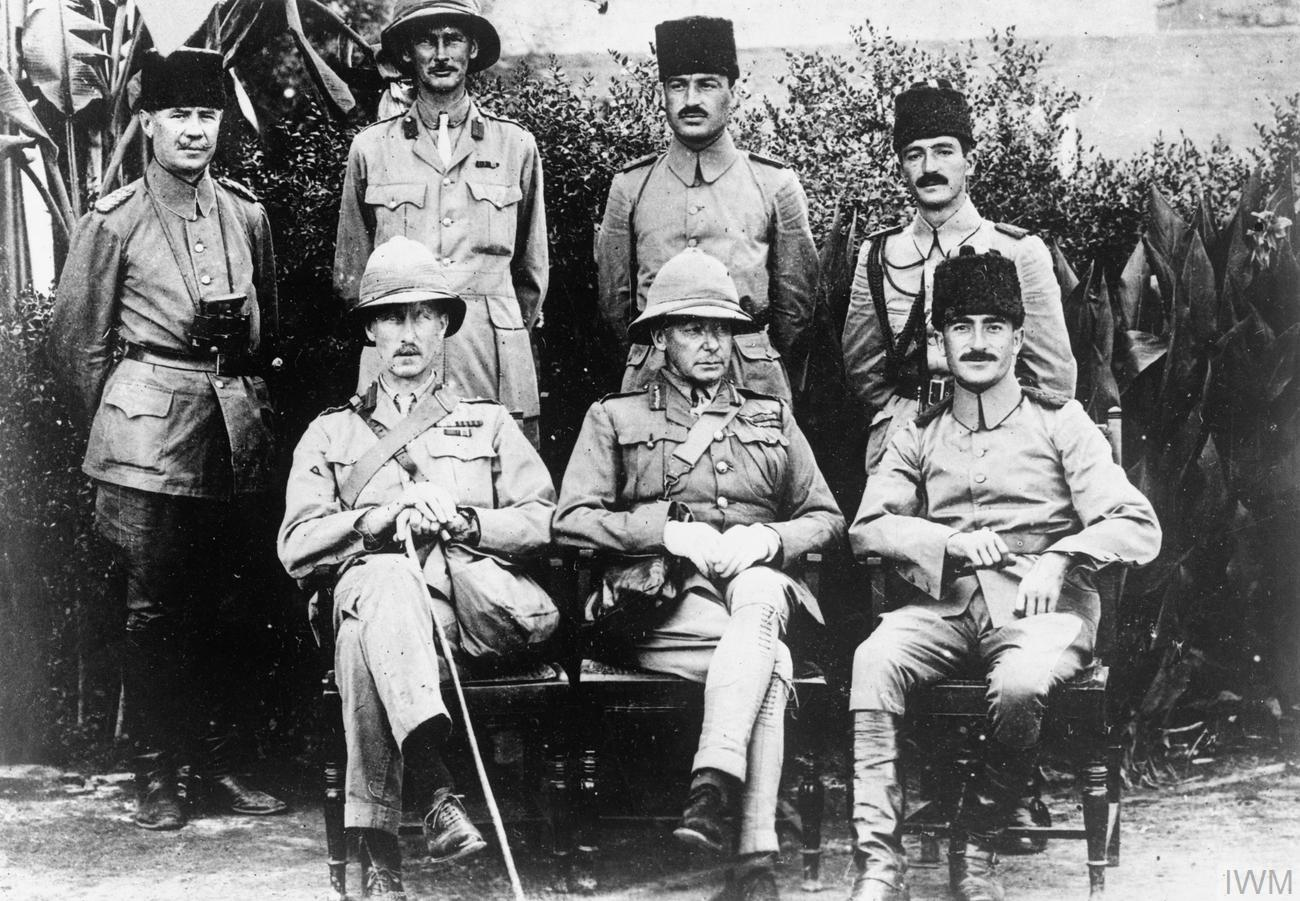
Fotografía del mayor general Townshend, Khalil Pasha y otros oficiales no identificados después de la rendición de la guarnición de Kut en 1916.

Cuando el imperio otomano entró en la Primera Guerra Mundial, Kut trabajaba en el Alto Mando de Estambul. Sirvió como comandante militar del Valiato de Estambul entre enero y diciembre de 1914. Más tarde sirvió como comandante de división en el 3.º ejército otomano en la frontera rusa, como parte de la Campaña del Cáucaso. Más tarde, fue uno de los altos mandos de las fuerzas otomanas en Mesopotamia, actual Irak, durante la Primera Guerra Mundial.
En 1915, fue el comandante de las fuerzas Asedio de Kut en el sur de Irak y tomar prisioneros a Charles Townshend, 481 oficiales y 13.300 soldados.  Tras esta exitosa campaña, fue ascendido a general. Fue nombrado gobernador de la provincia de Bagdad (el actual Irak y Kuwait juntos) y también fue el comandante del Sexto Ejército desde el 19 de abril de 1916 hasta el final de la guerra en 1918.
Su mayor éxito durante su mando táctico -después del 19 de abril de 1916- en Irak fue el cerco y los 143 días de Asedio de Kut, y la eventual rendición de los ejércitos expedicionarios británicos el 29 de abril de 1916. Sin embargo, el mérito de este éxito es compartido con su oficial superior y predecesor como Comandante del 6.º Ejército Otomano, el Imperio alemán El mariscal de campo Colmar Freiherr von der Goltz, que había muerto 10 días antes.
En 1917, Halil Pasha recibió la orden del Ministro de Defensa Enver Pasha de trasladar algunas de sus tropas a la Campaña de Persia. Fue un intento infructuoso de desestabilizar el gobierno apoyado por los británicos allí.  Esto limitó su capacidad para defender Bagdad y condujo a la Caída de Bagdad. Después de esta rendición se concentraron nuevas fuerzas británicas en el frente de Irak.

## Genocidio armenio
Halil Pasha tuvo un papel importante en el genocidio armenio. Participó en las matanzas de civiles durante el Sitio de Van en 1915. Bajo órdenes, Kut dirigió la masacre de sus propios batallones armenios. Un oficial turco de la fuerza de Halil testificó que "Halil hizo masacrar a toda la población armenia (hombres, mujeres y niños) en las zonas de Bitlis, Muş y Doğubayazıt también sin piedad. Mi compañía recibió una orden similar. Muchas de las víctimas fueron enterradas vivas en zanjas especialmente preparadas."
El vicecónsul alemán de Erzurum Max Erwin von Scheubner-Richter informó que "la campaña de Halil Bey en el norte de Persia incluyó la masacre de sus batallones armenios y sirios y la expulsión de la población armenia, siria y persa fuera de Persia " Tras la derrota del Imperio Otomano en la Primera Guerra Mundial fue acusado por su papel en el genocidio armenio ante los Consejos de Guerra turcos. Kut fue detenido en enero de 1919 y posteriormente exiliado en Malta. Consiguió eludir el procesamiento y huyó de su detención a Anatolia en agosto de 1920.
En sus memorias, admitió con orgullo su papel en el genocidio y su intención de matar a todos los armenios del mundo. Halil también intentó justificar el genocidio y acusó a los armenios de ser una amenaza para el Imperio Otomano. Sus palabras exactas (traducidas literalmente) son:
La nación armenia, porque trató de borrar mi país de la historia como prisioneros del enemigo en los días más horribles y dolorosos de mi patria, que había tratado de aniquilar hasta el último miembro de, la nación armenia, que quiero restaurar su paz y lujo, porque hoy se refugia bajo la virtud de la nación turca. Si permanece leal a la patria turca, haré todo lo bueno que pueda. Si vuelves a enganchar a varios Komitadjis sin sentido, y tratas de traicionar a los turcos y a la patria turca, ordenaré a mis fuerzas que rodeen todo tu país y no dejaré ni un solo armenio respirando en toda la tierra. Consigue tu mente.
El Gobierno de Turquía no acepta que estos hechos constituyan un genocidio, véase Negación del genocidio armenio.

## Años posteriores
Fue encarcelado por las fuerzas de ocupación británicas en la Ocupación de Constantinopla, pero escapó y huyó a Moscú. De acuerdo con los términos del Tratado de Moscú firmado entre el [Gobierno de Ankara y la dirección de la  Unión Soviética, llevó los lingotes de oro enviados por Lenin a Ankara, para pagar la devolución de Batumi por parte de Turquía a los soviéticos. Como no se le permitió permanecer en Turquía en ese momento, primero se trasladó a Moscú y luego a Berlín.
Se le permitió regresar a Turquía tras la declaración de la República de Turquía en 1923. Murió en 1957 en Estambul. Su último deseo fue que le sirvieran rakı (una bebida alcohólica) sobre su tumba, lo que provocó una polémica entre los conservadores de Turquía.